# Antonio de la Cruz
Jesús Antonio de la Cruz Gallego (León, 7 mei 1947) is een gewezen Spaanse voetballer en voetbalcoach. Hij verdedigde zeven jaar lang de kleuren van FC Barcelona, waar hij later ook als coach actief was.

## Carrière

### Speler
Antonio de la Cruz was een centrale verdediger die als twintiger de overstap maakte van Real Valladolid naar Granada CF. De club speelde enkele jaren voordien nog in de Segunda División A, maar vertoefde nu als middenmoter in de Primera División. De la Cruz ontpopte zich bij Granada tot een vaste waarde. In 1972 werd de club zesde in La Liga. Dat jaar versierde De la Cruz ook een transfer naar FC Barcelona en werd hij voor de eerste keer geselecteerd voor de nationale ploeg van Spanje.
In zijn eerste seizoen bij het FC Barcelona van trainer Rinus Michels werd De la Cruz meteen vicekampioen, net achter Atlético Madrid. In de zomer van '73 landde Johan Cruijff in Barcelona. Hij loodste het team naar een eerste landstitel sinds 1960. In 1978, het afscheidsjaar van Cruijff, won Barcelona de Copa del Rey. Hierdoor plaatste de club zich voor de Europacup. Barcelona haalde uiteindelijk de finale en won na verlengingen met 4-3 van Fortuna Düsseldorf. De la Cruz mocht tijdens de finale invallen voor ploegmaat José Albaladejo.
Nadien zette De la Cruz een punt achter zijn loopbaan als speler. In totaal verzamelde hij 6 A-caps voor Spanje. Hij nam ook deel aan het WK 1978 in Argentinië, waar hij enkel de eerste wedstrijd meespeelde.

### Trainer
Meteen na zijn spelerscarrière ging De la Cruz aan de slag als trainer. Hij werd bij Barcelona meermaals opgenomen in de technische staf en trainde er in de loop der jaren verscheidene jeugdploegen. Tijdens het seizoen 2002/03 maakte hij deel uit van de staf van hoofdcoach Louis van Gaal. Na diens ontslag op 28 januari 2003 kreeg De la Cruz heel even de leiding over het eerste elftal. Nadien haalde de club Radomir Antic aan boord als vervanger voor Van Gaal.
In 1999 was hij als coach actief bij het Japanse Yokohama F·Marinos. Hij volgde er zijn landgenoten Xabier Azkargorta en Carles Rexach op. Rexach voetbalde in de jaren 70 net als De la Cruz voor Barcelona. Verder vond De la Cruz bij Yokohama ook gewezen Barça-aanvaller Julio Salinas terug.

## Palmares
- Spaans kampioen: 1974
- Copa del Rey: 1978
- Europacup II: 1979